# Mieczysław Barwicki
Mieczysław Ewaryst Barwicki (ur. 20 października 1898 w Jarocinie, zm. 20 czerwca 1969 w Poznaniu) – polski dyrygent chóralny, wydawca muzyczny i działacz ruchu śpiewaczego.

## Życiorys
Był synem Kazimierza (działacza i wydawcy muzycznego) i Marii z Gummerów. Ukończył w Poznaniu szkołę handlową i został mistrzem drogownictwa. Od 1920 udzielał się w amatorskim ruchu śpiewaczym, m.in. prowadził chóry i orkiestry w podpoznańskim Żabikowie i Swarzędzu oraz Wrześni. Od 1927 był dyrygentem Okręgu II Wielkopolskiego Związku Śpiewaczego, obejmującego powiat poznański. Wykonywał m.in. dzieła Stanisława Moniuszki, Karola Kurpińskiego i Feliksa Nowowiejskiego. W 1931 zmarł mu ojciec. Podjął część jego obowiązków chóralnych, a także prowadził do 1949 jego wydawnictwo muzyczne w Poznaniu.
W 1939 brał udział w kampanii wrześniowej. W 1940 Niemcy wysiedlili jego rodzinę na Kielecczyznę. W latach 1941–1942 był więziony przez okupantów niemieckich. Od 1942 do 1944 mieszkał w Warszawie. 23 lutego 1945 powrócił do Poznania. Dzięki zabezpieczeniu przez niego przed Niemcami dużych zasobów materiałów nutowych, możliwa była szybka i skuteczna reaktywacja chórów wielkopolskich.
Był redaktorem Życia Muzycznego, potem Śpiewaczego (1946-1947 i 1948). Od 1945 do 1950 był sekretarzem generalnym Wielkopolskiego Związku Śpiewaczego. We władzach tej organizacji zasiadał do końca życia. Został pochowany na Cmentarzu Junikowo w Poznaniu (pole 15-D-0-36).

## Rodzina
Jego żoną była Seweryna Maćkowiak. Ślub odbył się 15 kwietnia 1934. Małżeństwo miało trzech synów: Jana (ur. 1 marca 1935), Andrzeja (ur. 5 lutego 1936) oraz Aleksandra (ur. 16 lutego 1938).

## Odznaczenia
- Wielkopolski Krzyż Powstańczy,
- Złoty Krzyż Zasługi,
- Krzyż za Wolność i Demokrację[1].